# NGC 690
NGC 690 is een balkspiraalstelsel in het sterrenbeeld Walvis. Het hemelobject werd in 1886 ontdekt door de Amerikaanse astronoom Francis Preserved Leavenworth.

## Synoniemen
- PGC 6587
- MCG -3-5-21
- A 0145-16